# 鸣凤镇 (远安县)
鸣凤镇，是中华人民共和国湖北省宜昌市远安县下辖的一个乡镇级行政单位。

## 行政区划
鸣凤镇下辖以下地区：
凤山社区居民委会、嫘祖社区居民委会、航天社区、栖凤社区、解放路社区、东庄坪社区、鸣凤大道社区、安泰社区、汪家村、北门村、南门村、双利村、双泉村和花园村。